# 加利·格拉斯哥
加利·格拉斯哥（Gary Glasgow，1976年05月13日—），出生于千里達，千里達职业足球运动员，司職前鋒。
他曾代表國家隊出席2007年美洲金盃。